# War of High School - Songkhram hai sakhun
War of High School - Songkhram hai sakhun (War of High School สงครามไฮสคูล; titolo internazionale War of High School: The Series) è una serie televisiva thailandese trasmessa su Channel 9 MCOT HD (e in latecast su Line TV in versione integrale) dal 7 agosto 2016. Inizialmente nota come War of Convent - Songkhram konwaen (War of Convent สงครามคอนแวนต์), è stata rinominata in seguito ad alcune proteste etiche per l'apparente accostamento religioso che il titolo suggeriva rispetto ai temi trattati nella serie.
Nel 2018 la serie è stata rinnovata per una seconda stagione, presentata col sottotitolo "Reborn", che vede un cast completamente rinnovato.

## Trama
Proprio dopo uno strano caso di omicidio, in un liceo femminile per la prima volta entra a far parte un gruppo di ragazzi. Le due reginette della scuola faranno di tutto per contrastarsi l'un l'altra, usando proprio i ragazzi.

## Personaggi e interpreti

### Prima stagione
La maggioranza degli attori proviene dalla allora appena conclusasi prima stagione di "Make It Right: The Series - Rak ok doen"; successivamente, in una sorta di "scambio", nella seconda stagione di quest'ultima tutti i nuovi attori provengono proprio da "War of High School".

#### Principali
- Pond, interpretato da Pawat Chittsawangdee "Ohm".
Figlio di una professoressa che insegna al liceo, è il primo ragazzo ad entrare nell'istituto. Diventa velocemente amico di Joemy e s'innamora prima di Gale, compagna d'asilo, e poi contemporaneamente di Pimp e Violin.
- Pimmada (Pimp), interpretata da Banyada Inthapuch "Tonson".
Una delle due reginette della scuola. Sempre in rivalità con Violin, in passato erano amiche.
- Violin, interpretata da Karnyaphak Pongsak "Sakul".
Una delle due reginette della scuola. Sempre in rivalità con Pimp, in passato erano amiche.
- Joemy, interpretato da Sittiwat Imerbpathom "Toey".
Il classico nerd, diventa subito amico con Pond e lo aiuta nelle indagini.
- Ming[5], interpretato da Nattapat Sakullerphasuk "Film".
Spaventato dalle ragazze, trova rifugio nel compagno di banco Song.
- Song[6], interpretato da Kavinpat Thanahiransilp "Jo".
Inizialmente cerca di far colpo sulle ragazze, poi però si avvicina a Ming.
- Ricky, interpretato da Nawat Phumphothingam "White".
Non parla mai con nessuno, in seguito alla promessa fatta alla sua ex-ragazza, ora morta, che non riesce a dimenticare. Diventa amico di Kyumin.
- Kyumin, interpretato da Krittapak Udompanich "Boom".
Ragazzo coreano, conosce poco il thailandese quindi quelle poche volte che parla lo fa in inglese. Diventa amico di Ricky.

#### Ricorrenti
- Gale, interpretata da Nungira Hanwutinanon "Gale".
Amica d'infanzia di Pond, viene subito presa di mira per l'interesse che il ragazzo ha nei suoi confronti.
- Mai, interpretata da Chanchalerm Manasaporn "Proy".
Una delle amiche strette di Pimp.
- Opal, interpretata da Patnicha Kulasingh "Plai".
Una delle amiche strette di Violin.
- Petch (Petchy), interpretato da Rathavit Kijworalak "Plan".
Presentatosi subito come gay, entra a far parte del liceo durante una partita di basket.
- Jessica, interpretata da Samantha Melanie Coates "Sammy".
Ex amica di Gale, Pimp e Violin, muore in circostanze misteriose prima degli avvenimenti della serie, ma sembra poi tornare come fantasma per terrorizzare gli studenti.
- Madre di Jessica, interpretata da Preya Wongragreb "Mam".
Impazzisce quando nessuno fa niente per trovare il colpevole della morte della figlia.

## Episodi
| Stagione         | Episodi | Prima TV |
| ---------------- | ------- | -------- |
| Prima stagione   | 12      | 2016     |
| Seconda stagione |         | 2018     |

Nella prima stagione, ogni puntata è divisa in due capitoli; esistono inoltre dei capitoli secondari, esterni agli episodi, della durata di pochi minuti che, seppur secondari, spesso approfondiscono argomenti e relazioni, oltre ad introdurre personaggi che poi compariranno nelle puntate regolari, come Petch e Chang.

## Colonna sonora
- Chanagun Arpornsutinan - Yah pit (sigla iniziale, prima stagione)
- Weerayut Chansook e Nachjaree Horvejkul - Ror tur pert (sigla finale ep. 1-11, prima stagione)
- Cast femminile di "War of High School" - Pra wat sart (sigla finale ep. 12, prima stagione)
- Retrospect - Gaut tua eng
- Samantha Melanie Coates - Yung tum mai dai
- Mariam B5 - Krai ja yaum
- Nattasha Nauljam - Prung nee